# Egyszínű feketecsiröge
Az egyszínű feketecsiröge (Agelasticus cyanopus) a madarak osztályának verébalakúak (Passeriformes) rendjébe, azon belül a csirögefélék (Icteridae) családjába tartozó faj.
Magyar neve forrással nincs megerősítve.

## Rendszerezése
A fajt Louis Pierre Vieillot francia ornitológus írta le 1819-ben, az Agelaius nembe Agelaius cyanopus néven.

## Alfajai
- Agelasticus cyanopus atroolivaceus (Wied-Neuwied, 1831)
- Agelasticus cyanopus beniensis (Parkes, 1966)
- Agelasticus cyanopus cyanopus (Vieillot, 1819)
- Agelasticus cyanopus xenicus (Parkes, 1966)[2]

## Előfordulása
Dél-Amerikában, Argentína, Bolívia, Brazília és Paraguay területén honos. A természetes élőhelye édesvizű folyók, patakok és mocsarak környéke. Vonuló faj.

## Megjelenése
A hím átlagos testhossza 18-21 centiméter, testtömege 40,6 gramm, a tojó kisebb, 37,4 gramm.
|  |

## Életmódja
Ízeltlábúakkal (főleg rovarokkal), kisebb gerincesekkel és magvakkal táplálkozik.